# Andreu d'Hongria

Escut heràldic d'Andreu d'Hongria

Andreu d'Hongria o Andreu I de Nàpols (Aversa 30 d'octubre de 1327 - Aversa 18 de setembre de 1345), príncep d'Hongria, comte consort de Provença i rei consort de Nàpols (1343-1345).

## Orígens familiars
Nasqué el 30 de novembre de 1327 sent fill del rei Carles I Robert d'Hongria i la seva quarta esposa, la reina Elisabet I de Polònia. Era net per línia masculina de Carles I Martell d'Hongria i Clemència d'Habsburg, i per línia materna de Ladislau II Jagelló i Eduvigis de Polònia.

## Biografia
Amb sis anys, es va casar el 13 de setembre de 1333 amb Joana I de Nàpols, filla de Carles de Calàbria i de Maria de Valois, i neta i hereva de Robert el Savi, rei de Nàpols. Es va titular príncep de Calàbria com a representant de la branca major de la dinastia.
De fet, Joana mantenia els seus drets al regne del seu avi, però Robert el Savi havia espoliat el seu nebot Carles I d'Hongria, el pare d'Andreu. Aquest considerava ser l'hereu legítim del tron. Els partidaris de Joana reclamaven que la successió havia estat resolta pel papa el 1309 i que no hi havia lloc a discutir-la. L'acord matrimonial preveia que Andreu de Calàbria fos rei com el seu espòs a la mort de Robert el Savi. Tanmateix aquest darrer, el 1343, abans de la seva mort i malgrat les seves promeses, va decidir reservar la seva herència a la seva única neta.
Joana I fou coronada reina l'agost de 1344 a Roma. Però tan sols fou coronada ella, el seu marit en fou exclòs. El príncep Andreu tement per la seva vida va demanar ajut al seu germà Lluís I d'Hongria i la seva mare la reina mare Elisabet, la qual acudí immediatament al Regne de Nàpols en visita oficial. Elisabet I de Polònia va demanar al papa la coronació d'Andreu com a rei i va donar al seu fill un anell amb poders contra la seva mort per enverinament, retornant al seu país. Climent VI va ordenar finalment la coronació d'Andreu el setembre de 1345, però només en tant que espòs de la reina Joana.
El jove príncep de 18 anys fou llavors assassinat a Aversa el 18 de setembre de 1345 per una conspiració de nobles napolitans i suposadament per ordres de la seva esposa Joana, que es va casar el 20 de juny de 1346 amb el seu altre cosí i amant Lluís I de Tàrent la família del qual era sens dubte la instigadora de l'homicidi. Andreu d'Hongria fou enterrat a la catedral de Nàpols.
Aquest assassinat comportà l'enemistat angevina dels hongaresos que a partir d'aquell moment es convertiran en els enemics de Joana I i els esdeveniments són a l'origen de les campanyes militars napolitanes de Lluís I d'Hongria que va ocupar el regne de Nàpols diverses vegades i el seu nebot acabà per expulsar i matar Joana I.

## Núpcies i descendents
Es casà el 26 de setembre de 1343 amb la seva cosina, la reina Joana I de Nàpols, amb la qual va tenir un fill:
- Carles Martell (1345-1348), duc de Calàbria († a Visegrád l'estiu de 1348)